# セム
セムは、旧約聖書創世記の第6章から11章にかけての「ノアの方舟」のエピソードに出てくる人物で、ノアの3人の息子のうちの一人。他の2人はハム、ヤペテ。
この兄弟の年齢順は諸説あり、一般的にヘブライ語の聖書では「ハムが末子」「セムがヤペテの兄」という記述から「セム＞ヤペテ＞ハム」の年齢順としているが、七十人訳聖書では本文の「セム、ハム、ヤペテ」は下から数えていると判断されているらしく「末子→より若い」「ヤペテの兄→ヤペテの弟」という記述にされている。
大洪水後、ノアが酔いつぶれて全裸で寝てしまった時にヤペテとともに気遣って上着をかけて隠してやり、これによってノアにヤペテとともに感謝されて祝福を受けたとされる。
また、大洪水の後他の兄弟とともに子孫を各地に広げた人物とされており、『創世記』第10章の系譜によると大洪水後にセムにはエラム、アシュル、アルパクシャド、ルド、アラムという息子が生まれ、それぞれが以下の民族の始祖とされた。（後の地名との対応は『ユダヤ古代誌』第I巻vi章の解説より）
- エラム → エラム
- アシュル → アシュル（アッシリア）
- アルパクシャド → カルデア他
- ルド → リュディア
- アラム → アラム

これらのうちアラムとアルパクシャドの息子はさらに植民を広げたとされ、アラムの息子たちはさらに以下のように分かれた。
- ウツ → トラコニティス（ガリラヤ湖東方）とダマスカス
- フル → アルメニア
- ゲテル → バクトリア
- マシュ → スパシヌー・カラックス（メソポタミアの河口付近の地名）

次にアルパクシャドの息子たちの系譜は長くなるので一部中略（詳しくは「アルパクシャド」を参照）、アルパクシャドから8代目の子孫がアブラハムで、彼や甥のロトはカルデアで生まれたが、中東に移住してイスラエル・エドムとナバテア・ミデヤンなどのアラビア半島の民族（以上アブラハム系）・モアブ・アンモン（以上ロト系）といった民族の祖先となったとされ、その後『創世記』によればセムは600歳で死んだとされている。
後の研究でヘブライ語、アラム語、アラビア語やエチオピアの諸言語は比較言語学的に親縁関係にあることが明らかになり、アウグスト・シュレーツァーによってこのセムの子孫たちにちなみセム語と名づけられた。
イエメンの首都サナアを建設したと伝えられる。